# Garelli Ciclone
Die Garelli Ciclone war ein sportlich ausgelegtes Mokick des italienischen Herstellers Garelli, das zwischen 1976 und 1991 produziert wurde. Die Modellreihe hatte einen tiefgezogenen Rohrrahmen mit einem tiefen Durchstieg.

## Geschichte
Die Ciclone wurde als sportlichere Alternative zu den klassischen Mokicks entwickelt und zunächst mit einem Fünfganggetriebe sowie Leichtmetallbauteilen ausgestattet. Sie hatte eine Teleskopgabel und eine leicht geänderte Schwinge mit zwei kürzeren Federbeinen, um mehr Platz für das Kettenrad zu schaffen. 
1987 folgte die reichhaltiger ausgestattete Version Super Ciclone mit komplett verkleidetem Motor, Scheibenbremse am Vorderrad, Monostoßdämpfer hinten und noch sportlicherer Aufmachung.
Die Ciclone wurde während ihrer Laufzeit regelmäßig modernisiert und war in mehreren Varianten erhältlich, darunter die Modelle „Cross“ für den Geländeeinsatz sowie sportlich gestylte Straßenvarianten mit Leichtmetallrädern.

## Technische Daten
| Merkmal               | Angabe                                          |
| --------------------- | ----------------------------------------------- |
| Motor                 | 2-Takt, Einzylinder, luftgekühlt                |
| Hubraum               | 49,6 cm³                                        |
| Bohrung × Hub         | 40 mm × 39,5 mm                                 |
| Verdichtung           | 7 : 1                                           |
| Leistung              | 1,5 kW (2,0 PS) bei 4800/min                    |
| Zylinder              | Aluminium mit verchromter Laufbuchse            |
| Zündung               | Magnetzündung                                   |
| Vergaser              | Dell’Orto SHA 14/12                             |
| Schmierung            | Getrenntschmierung                              |
| Kupplung              | Ölbadkupplung                                   |
| Getriebe              | 5-Gang mit Fußschaltung                         |
| Antrieb               | Kette                                           |
| Startsystem           | Kickstarter                                     |
| Rahmen                | Unterzugrahmen aus Stahl                        |
| Vorderradaufhängung   | Teleskopgabel                                   |
| Hinterradaufhängung   | Schwinge mit Federbeinen                        |
| Reifen                | 2,50 × 17 Zoll (vorne), 3,25 × 16 Zoll (hinten) |
| Bremsen               | Trommelbremse (vorne und hinten)                |
| Gewicht               | 60 kg                                           |
| Höchstgeschwindigkeit | 40 km/h                                         |
| Verbrauch             | ca. 2,0 l/100 km                                |
| Tankinhalt            | 3,5 Liter                                       |

## Varianten
- Ciclone De Luxe – Straßenmodell mit Serienausstattung
- Super Ciclone (ab 1987) – mit Monofederbein, Scheibenbremse, verkleidetem Motor
- Ciclone Cross – Geländeversion mit grobstolligen Reifen